# Polyetherschuim

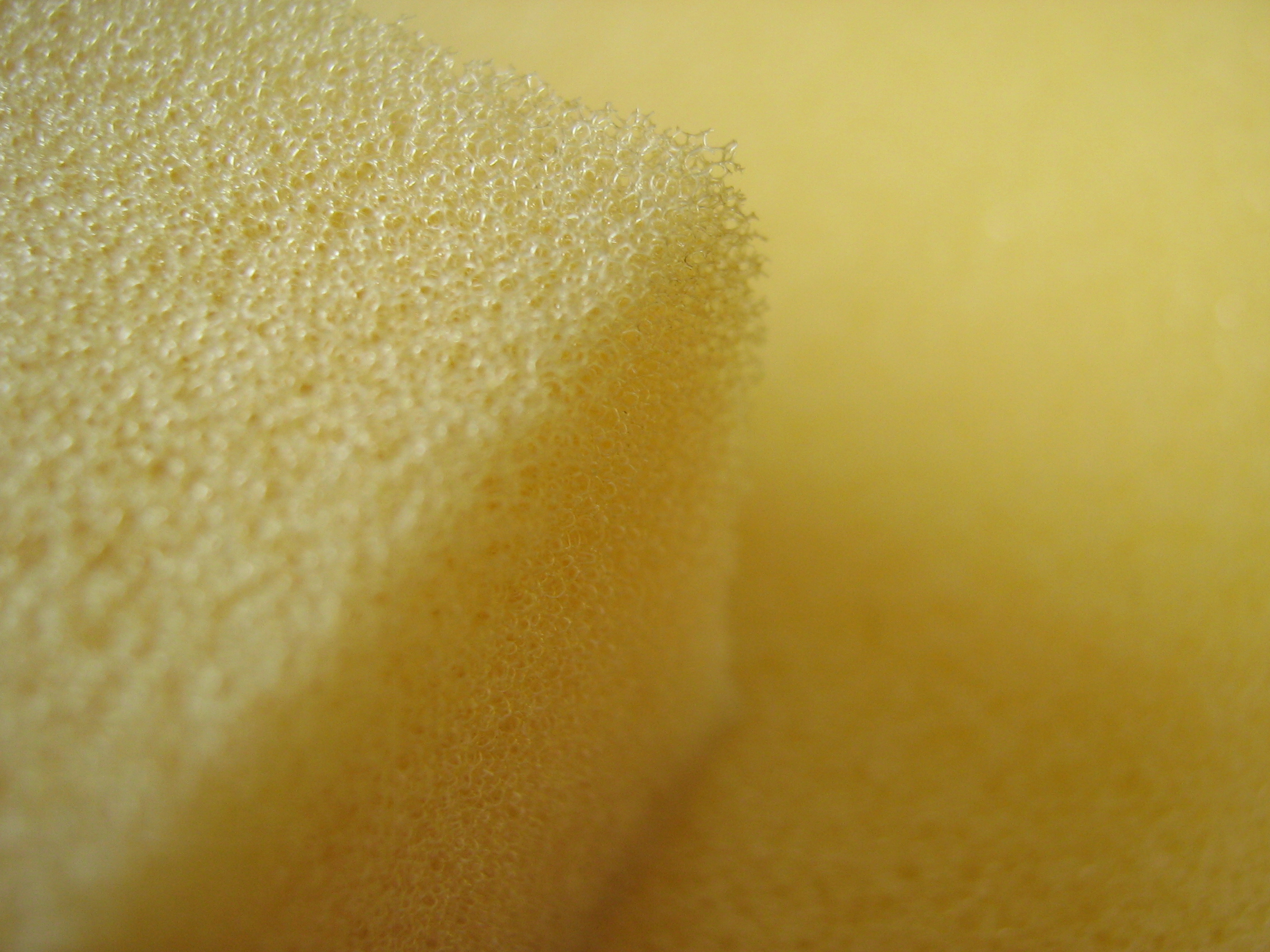
Polyetherschuim van 2 cm dik

Polyetherschuim is een flexibel en veerkrachtig materiaal dat opgebouwd is uit vele kleine cellen omdat het polyether verschuimd is. Na indrukking veert het materiaal terug naar zijn oorspronkelijke vorm. Vanwege deze eigenschap wordt polyetherschuim vooral gebruikt in producten waarin comfort een rol speelt.
Polyetherschuim behoort, net als koudschuim, tot de categorie polyurethaanschuimen, en ontstaat via een polymerisatiereactie tussen polyolen, isocyanaten en water. Het schuim wordt geproduceerd in grote blokken (‘slabs’) van ca. 2 meter breed en 1,2 meter hoog, en vervolgens versneden naar toepasbare formaten.

## Varianten
Polyetherschuim is verkrijgbaar in meerdere dichtheden, hardheden en kleuren. 
Bij gelijkblijvende dichtheid is het mogelijk om zowel harde als zachte schuimen te produceren. De hardheid wordt uitgedrukt in KPa en varieert voor een polyetherschuim meestal tussen 1,5 KPa (zeer zacht) en 8 KPa (zeer stevig). Over het algemeen geldt: hoe hoger de dichtheid, des te groter de duurzaamheid en het comfort, al is de impact van de hardheid van het schuim hier een betere raadgever. Voor een goede matras wordt vaak gekozen voor dichtheden vanaf 35 kg/m3 in zachte of middelharde uitvoering. Voor kindermatrassen worden meestal lagere dichtheden geselecteerd.

## Toepassingen
De toepassingen van polyetherschuimen zijn talrijk. Polyether vormt de (onzichtbare) bron van dagelijks comfort: in meubilair, in matrassen, in tuinstoelen, in babykussens, etc.
Het gebruik houdt echter niet op bij louter comforttoepassingen. Polyetherschuim wordt ook gebruikt voor bijvoorbeeld verpakkingen, isolatie, dockshelters, reinigingsproppen, filters en sponsen.

## Producteigenschappen
De producteigenschappen van polyetherschuim op een rij:
- polyether biedt een goede veerkracht
- bestaat zowel met opencellige structuur als gesloten celstructuur
- polyetherschuim laat zich gemakkelijk versnijden tot vrijwel elke gewenste vorm
- polyetherschuim heeft, in vergelijking met andere comfortmaterialen, een gunstige prijs-kwaliteitverhouding
- voor polyetherschuim zijn diverse recyclingprocessen beschikbaar

## Nadelen
- De levensduur van polyetherschuim is niet oneindig. Meestal wordt een termijn van 10 jaar aangehouden. Vooral onder invloed van direct UV-licht (bijvoorbeeld de zon) veroudert polyether. Polyether van 30 jaar oud is zijn veerkracht kwijt en verpulvert.
- Bij brand zorgt polyetherschuim voor een grote hoeveelheid rook en kan schadelijk zijn.